# 流離所愛
《流離所愛》（英語：Love Is Strange）是一部2014年的法美劇情片，由Ira Sachs執導，阿尔弗雷德·莫里纳及约翰·利思戈主演。電影描述一對老年男同性戀伴侶，結婚後因種種問題而被迫分開居住的故事。

## 劇情
Ben和George是一對在一起39年的伴侶，在紐約州批准同性戀婚姻後結婚，但被George任教的天主教學校發現而辭退了他。兩人再不能負擔公寓的每月按揭，被迫分居，Ben搬去和侄兒住，而George則搬到鄰居那裡住。兩人為了找新的公寓到處奔走，而又和新的同屋人產生衝突⋯⋯

## 演員
- 约翰·利思戈 飾 Ben
- 阿尔弗雷德·莫里纳 飾 George
- 瑪麗莎·托梅 飾 Kate
- Charlie Tahan 飾 Joey
- Cheyenne Jackson 飾 Ted
- Harriet Sansom Harris 飾 Honey
- Darren Burrows 飾 Elliot
- Christian Coulson 飾 Ian
- John Cullum 飾 Father Raymond
- Adriane Lenox 飾 校長
- Manny Perez 飾 Roberto
- Sebastian La Cause 飾 Marco
- Christina Kirk 飾 Mindy
- Eric Tabach 飾 Vlad

## 评价
烂番茄新鲜度97%，Metacritic上30家媒体综评84分，口碑甚好。

## 外部連結
- 互联网电影数据库（IMDb）上《Love Is Strange》的资料（英文）
- Box Office Mojo上《Love Is Strange》的資料（英文）
- 爛番茄上《Love Is Strange》的資料（英文）
- Metacritic上《Love Is Strange》的資料（英文）